# Gulič
Gulič je priimek v Sloveniji, ki ga je po podatkih Statističnega urada Republike Slovenije na dan 1. januarja 2010 uporabljalo 188 oseb. 

## Znan nosilci priimka
- Aleš Gulič (*1954), slavist, novinar, urednik in politik
- Andraž Gulič, športni jadralec (memorial)
- Dagmar Šalamun (Miša Šalamun, r. Gulič), umetnostna zgodovinarka, bibliotekarka, bibliografka
- Franja Gulič (Franja Koširjeva; r. Malenšek), (1852-1927), Levstikova prijateljica, narodna delavka
- Gvidon Gulič (1886—1982), strojnik, Maistrov borec
- Miloš Gulič (*1921), strojnik, prof. v Novem Sadu
- Mira Strmčnik Gulič (*1946), arheologinja, konservatorka?
- Olga Gulič Šonc (1906 - ?), amaterska igralka
- Priscila Gulič Pirnat, vodja Osrednje humnaistične knjižnice (FF UL)
- Tone Gulič (1906 - ?), Tigr-ovec